# Red Deer River
För vattendraget med samma namn i Manitoba och Saskatchewan, se Red Deer River (Manitoba och Saskatchewan).

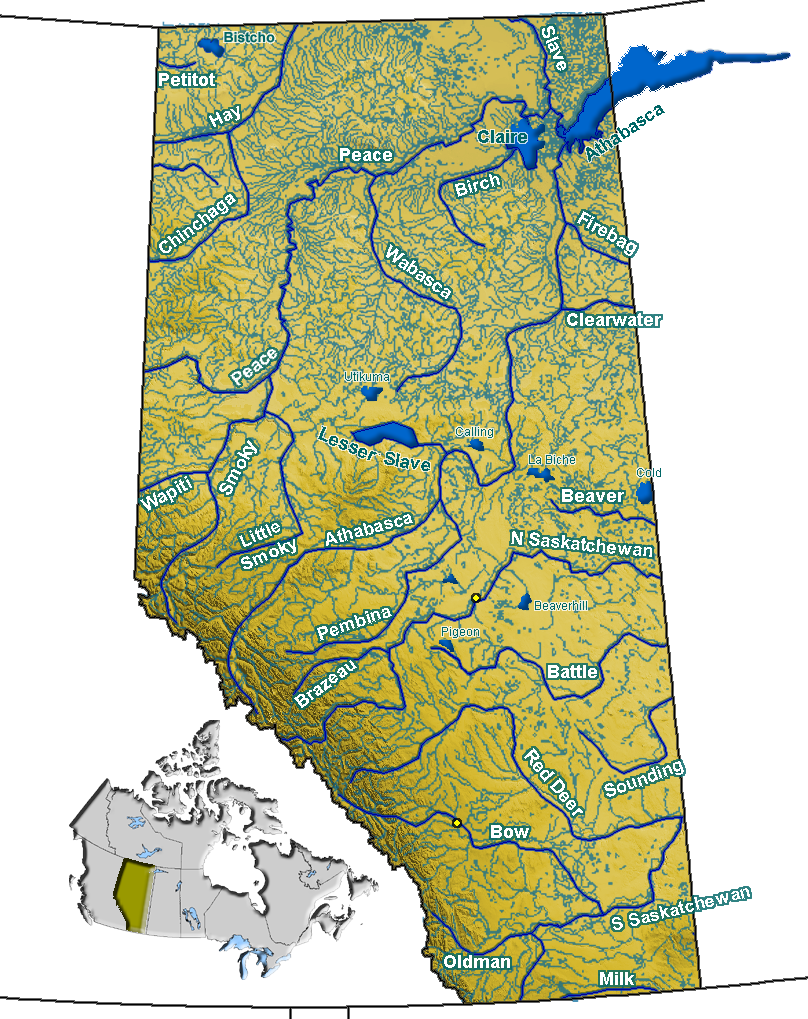
Karta över floder i Alberta. Red Deer River syns i nedre delen av kartan.

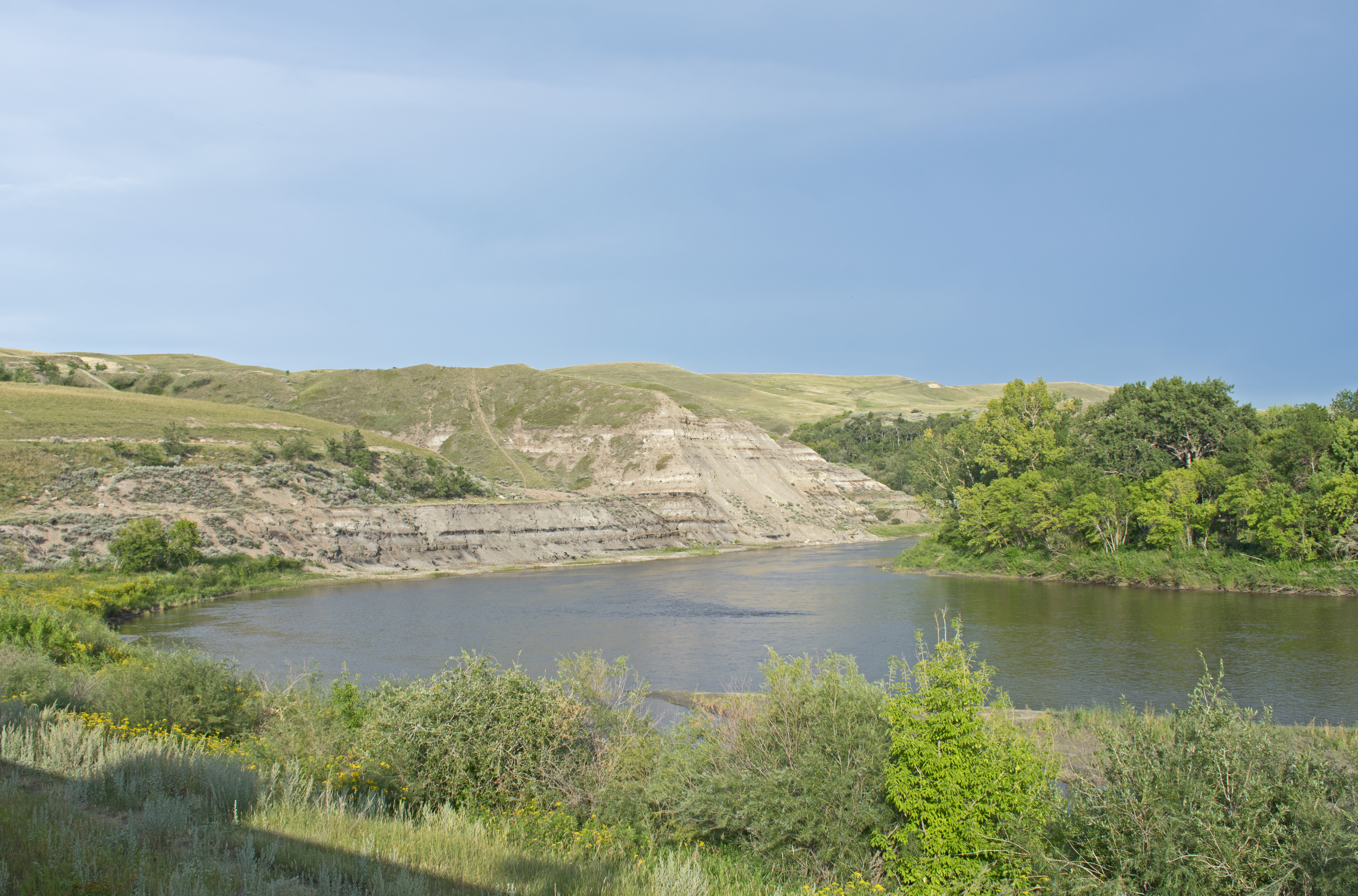
Red Deer River i Drumheller

Red Deer River är en flod i den kanadensiska provinsen Alberta och en av de stora bifloderna till South Saskatchewan River.
Floden är 724 kilometer lång och har ett avrinningsområde av 45 100 km².

## Flodens namn
Vattendraget har fått sitt engelska namn genom översättning av Cree-indianernas benämning wâwâskêsiw sîpiy som bokstavligen betyder "vapiti-floden". Ett alternativt engelskt namn på vapiti är "elk", men man kom istället att använda "red deer" eftersom det var mer bekant för de engelska kolonisatörerna. "Red deer" är det engelska namnet på kronhjort, en europeisk släkting till den amerikanska vapitin.